# Hutniczy-Grzbiet-Hütte
Die Hutniczy-Grzbiet-Hütte (polnisch Chatka AKT Hutniczy Grzbiet) liegt auf einer Höhe von 1050 m n.p.m. in Polen im Riesengebirge, einem Gebirgszug der Sudeten, auf dem Kamm Hutniczy Grzbiet.
Die Hütte wird von der Studentenvereinigung Towarzystwo Bażynowe betrieben und ist über mehrere markierte Wanderwege erreichbar.

## Touren

### Gipfel
- Schneekoppe (1603 m)